# Misak-ı Millî

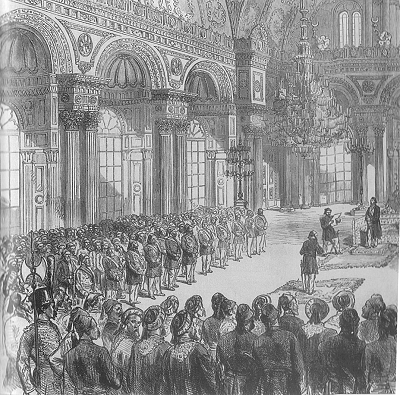
Parlamentul Otoman

Misak-ı Millî (Pactul Național) este un set de șase decizii importante luate în cadrul ultimei sesiuni a parlamentului otoman. Parlamentul s-a întâlnit în sesiune pe 28 ianuarie 1920 și și-a publicat deciziile pe 12 februarie 1920. Aceste decizii au fost pretextul pentru ocuparea Constantinopolelui de către Aliați pe 16 februarie 1920. Ca răspuns, revoluționarii turci au format un nou parlament, Marea Adunare Națională cu sediul în Ankara. 
Din cauza stării sănătății sultanului Mehmed al VI-lea, discursul inaugural al Parlamentului a fost ținut de ministrul de externe Dâmâd Șerîf Pașa. Un grup de parlamentari organizat de simpatizanții lui Mustafa Kemal cunoscuți cu numele de Felâh-ı Vatan avea sarcina să anunțe hotărârile Congresului de la Erzurum și celui de la Sivas. Mustafa Kemal a pus că „Pumnul națiunii este cel care a scris Pactul Național, care este principiul principal al independenței noastre în analele istoriei”. Deciziile luate în cadrul acestor ședințe parlamentare au fost utilizate ca bază pentru negocierile noii Republici Turce în cadrul Tratatului de la Lausanne.

## Pactul Național
1. Viitorul teritoriilor locuite de majoritatea arabă în momentul semnării Armistițiului de la Mudros va fi determinta prin referendum. Pe de altă parte, teritoriile care nu au fost ocupate în acel moment și care erau locuite de majoritatea turco-musulmană reprezintă teritoriul național al națiunii turce.
2. Statutul Karsului, Ardahanlui și Batumiului poate fi determinat prin referendum.
3. Statutul Traciei Apusene va fi determinat prin votul locuitorilor ei.
4. Securitatea Constantinopolului și Mării Marmara trebuie asigurată. Transportul și comerțul libere prin strâmtorile Bosfor și Dardanele trebuie determinate de Turcia și celelalte națiuni interesate.
5. Drepturile minorităților vor fi asigurate cu condiția în care drepturile minorităților musulmane din țările învecinate sunt apărate.
6. Pentru ca să se dezvolte în toate domeniile, țara trebuie să fie independentă și liberă; toate restricțiile în domeniile politic, juridic și financiar vor fi îndepărtate.